# SST Records
SST Records – niezależna firma fonograficzna utworzona na początku lat 70. XX w. w Long Beach w Kalifornii przez Grega Ginna.
SST (Solid State Transmitters) było pierwotnie firmą specjalizującą się w produkcji części do krótkofalówek. Ginn założył firmę, gdy był jeszcze w szkole średniej i kontynuował jej działalność, kiedy zajął się muzyką. Pod koniec 1978 roku przemianował ją na SST Records i wydał pierwszy singel swojego zespołu Black Flag Nervous Breakdown.
Ginn jest również właścicielem Cruz Records – firmy podobnej do SST.
W 1980 i 1981 roku oprócz singli i płyt Black Flag firma wydawała także debiutanckie nagrania wykonawców tj. Minutemen, Descendents czy The Stains. W późniejszych latach rozwinęła się i była obok Alternative Tentacles jedną z ważniejszych firm na rynku niezależnym. Wydawała płyty takich zespołów jak: Saint Vitus, Soundgarden, Meat Puppets, Hüsker Dü, Bad Brains, Sonic Youth, Dinosaur Jr., Negativland czy Screaming Trees.
W 1987 Ginn kupił od Mike’a Watta firmę New Alliance Records (Watt założył ją ze swoim przyjacielem D. Boonem) i wydał reedycje albumów m.in. Descendents, Hüsker Dü i wszystkie nagrania The Minutemen. Pod koniec lat 80. firma SST Records wydawała także wykonawców jazzowych (Bazooka, Brother Weasel).
W następnych latach SST weszła w zatarg z kilkoma artystami (m.in. Meat Puppets, Hüsker Dü), ponieważ zalegała z wypłatami tantiem z tytułu sprzedaży ich płyt. Niektórzy dochodzili swoich spraw drogą prawną. W latach 90. SST usunęła dużo jazzowych produkcji ze swoich katalogów i wypuściła kolejne reedycje płyt Black Flag, Descendents, fIREHOSE czy Bad Brains. Część tytułów odsprzedano firmie Geffen Records. 
W 2002 roku Ginn nawiązał współpracę dystrybucyjną z Koch Records, natomiast w 2006 nowojorska firma The Orchard ogłosiła, że 94 tytuły z katalogu SST Records staną się dostępne na eMusic i iTunes Music Store.